# Bindiganavile, Nagamangala
Bindiganavile là một làng thuộc tehsil Nagamangala, huyện Mandya, bang Karnataka, Ấn Độ.